# Dorfkirche Tempelfelde

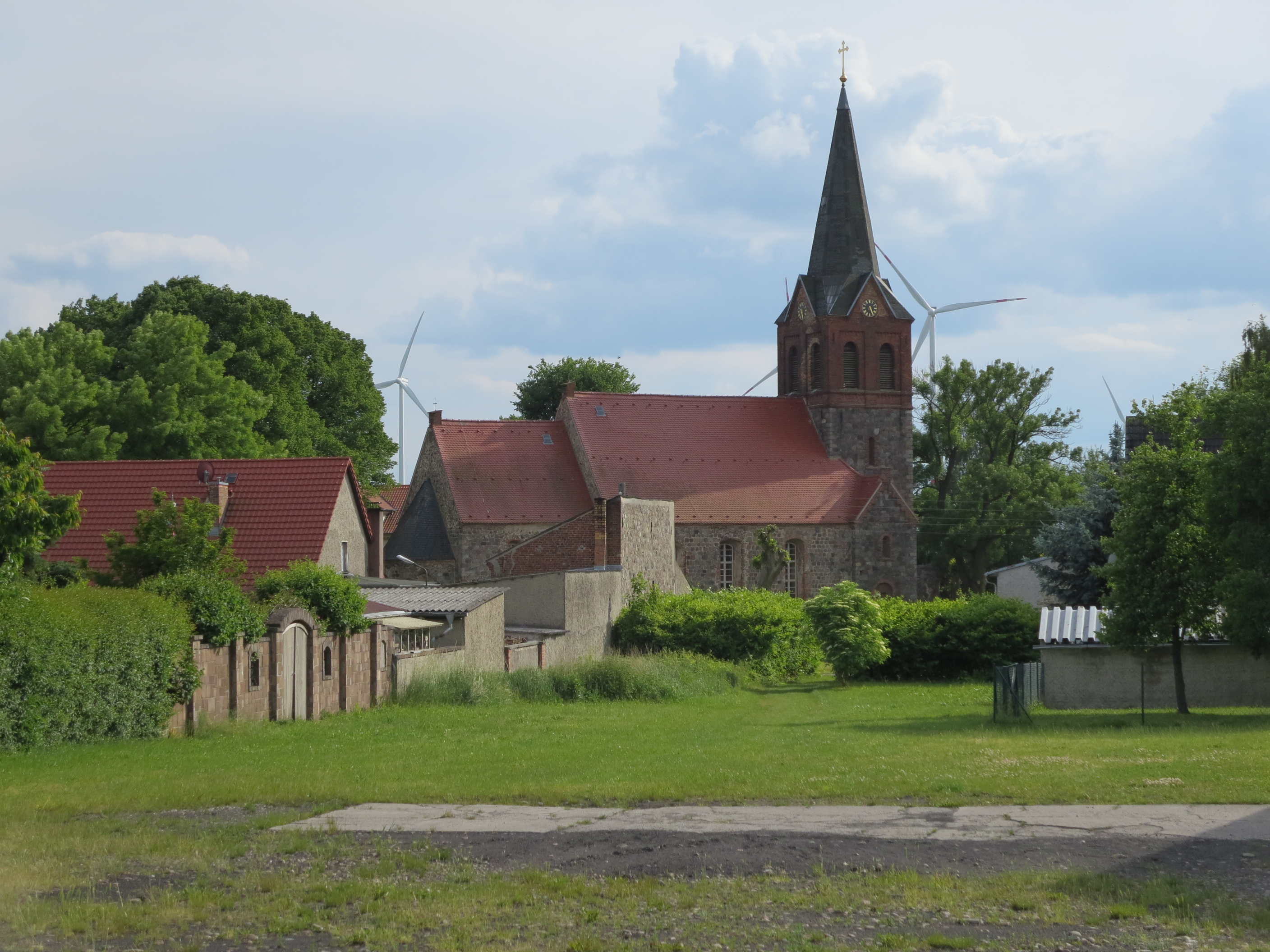
Dorfkirche Tempelfelde

Die evangelische, denkmalgeschützte Dorfkirche Tempelfelde steht in Tempelfelde, einem Ortsteil der Gemeinde Sydower Fließ im Landkreis Barnim von Brandenburg. Die Kirche gehört zum Kirchenkreis Barnim der Evangelischen Kirche Berlin-Brandenburg-schlesische Oberlausitz.

## Beschreibung
Die Feldsteinkirche wurde in der Mitte des 13. Jahrhunderts erbaut. Sie besteht aus einem Langhaus, einem eingezogenen Chor mit Apsis im Osten und einem quadratischen Kirchturm im Westen, dessen untere Geschosse aus Feldsteinen am Ende des 19. Jahrhunderts mit einem Geschoss aus Backsteinen aufgestockt wurde, das hinter den Klangarkaden den Glockenstuhl beherbergt. Zwischen den Giebeln, in denen sich die Zifferblätter der Turmuhr befinden, erhebt sich ein spitzer Helm. 
Der Innenraum, in dem sich Emporen an drei Seiten befinden, ist mit einer hölzernen Decke überspannt. Die neugotische Kirchenausstattung entstand um 1886. Die Orgel auf der Empore im Westen wurde 1886 von Friedrich Hermann Lütkemüller gebaut.